# Alain Calmette
Pour les articles homonymes, voir Calmette.
Alain Calmette, né le 30 novembre 1957 à Aurillac, est un homme politique français, ancien conseiller départemental du canton d'Aurillac-3 (1998-2012 puis 2015-2021), ancien député de la première circonscription du Cantal (2012-2017), ancien maire d'Aurillac (2006-2013)

## Biographie
Alain Calmette est né en 1957. Il est le neveu du géographe Franck Auriac. Il a été instituteur de 1977 à 1988 puis inspecteur départemental de la Jeunesse et des Sports de 1989 à 2004.
Il adhère au Parti Socialiste en 1993. Secrétaire de la section d’Aurillac en 1995, il devient premier secrétaire fédéral, fonction qu’il occupe de 2001 à 2007. Proche de François Hollande, il est élu conseiller municipal d’Aurillac en 1995, premier adjoint en 2001, maire de 2006 à 2013. Parallèlement il est conseiller général du Cantal de 1998 à 2012, puis de 2015 à 2021. Il est élu député de la première circonscription du Cantal de 2012 à 2017.
En janvier 2017, après la victoire de Benoît Hamon à la primaire citoyenne face à Manuel Valls (qu'il soutenait), il soutient Emmanuel Macron, candidat à l'élection présidentielle,

## Mandats
- Il est conseiller municipal d'opposition à Aurillac de 1995 à 2001. En 2001, il devient premier adjoint de la liste conduite par René Souchon auquel il succède comme maire en février 2006. Il est réélu maire d’Aurillac le 22 mars 2008, à la tête de la liste « Aurillac au cœur » arrivée en tête avec 63,29 % des suffrages exprimés[4]. Il cesse d'occuper cette fonction en janvier 2013[5] ,anticipant la loi sur le cumul des mandats. il démissionne  en avril 2015 du conseil municipal et cesse également à cette date d'être conseiller de la communauté d'agglomération du bassin d'Aurillac.

- Conseiller général du canton d'Aurillac-1 en 1998, il est réélu en 2004 avec 60 % des suffrages exprimés, puis en 2011 avec 70,33 %. Il en démissionne en 2012. En 2015, il est élu au 2e tour conseiller départemental du canton d'Aurillac-3 en binôme avec Josiane Costes avec 51,02 % des suffrages exprimés. Candidat à sa réélection en 2021 sous l'étiquette LREM, il est battu dès le premier tour.

- En juin 2012 il est élu député de la 1re circonscription du Cantal[6], devenant le deuxième député de gauche du département de la cinquième république. Au premier tour, il arrive en tête avec 42,92% des suffrages devant le député sortant UMP Vincent Descoeur (41,23%). Il remporte le deuxième tour avec 51,63% des suffrages. Ne se représentant pas au renouvellement de son mandat, il quitte l’Assemblée nationale le 20 juin 2017.